# Musée des Monuments français

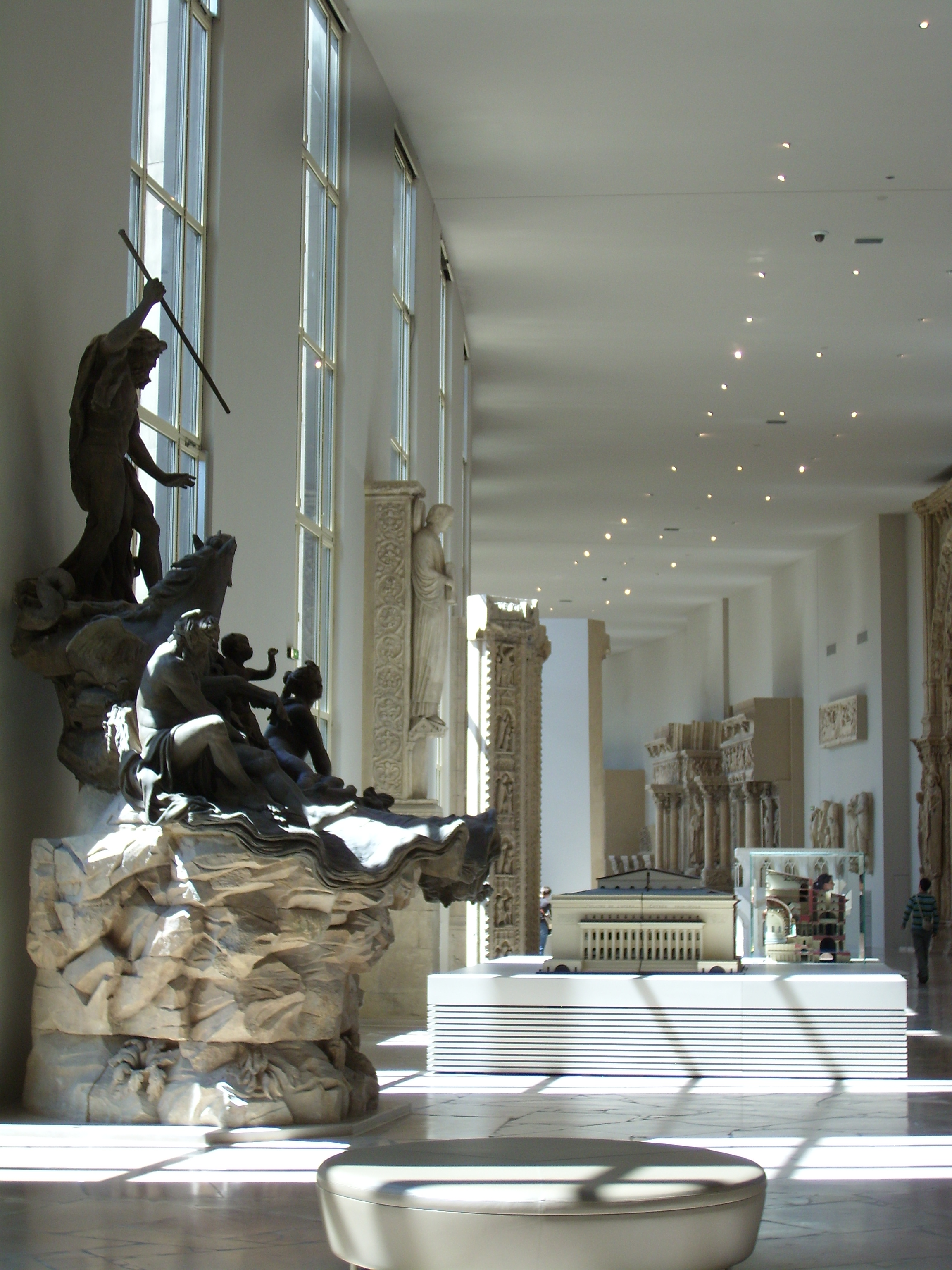
Blick in die Dauerausstellung (2008)

Das Musée des Monuments français, zeitweise Musée de Sculpture comparée, ist ein Pariser Architekturmuseum, das hauptsächlich den Baudenkmälern Frankreichs gewidmet ist. Es wurde erstmals 1795 von Alexandre Lenoir mit den Objekten gegründet, die während der Französischen Revolution konfisziert worden waren. 1816 wurde es wieder geschlossen. 1879 wurde es auf Wirken von Eugène Viollet-le-Duc im Palais du Trocadéro mit den übriggebliebenen Resten sowie einer großen Sammlung von Gipsabgüssen neu gegründet, zunächst unter dem Namen Musée de sculpture comparée, ab 1937 wieder unter dem historischen Namen. Heute befindet sich das Museum im Palais de Chaillot.

## Geschichte

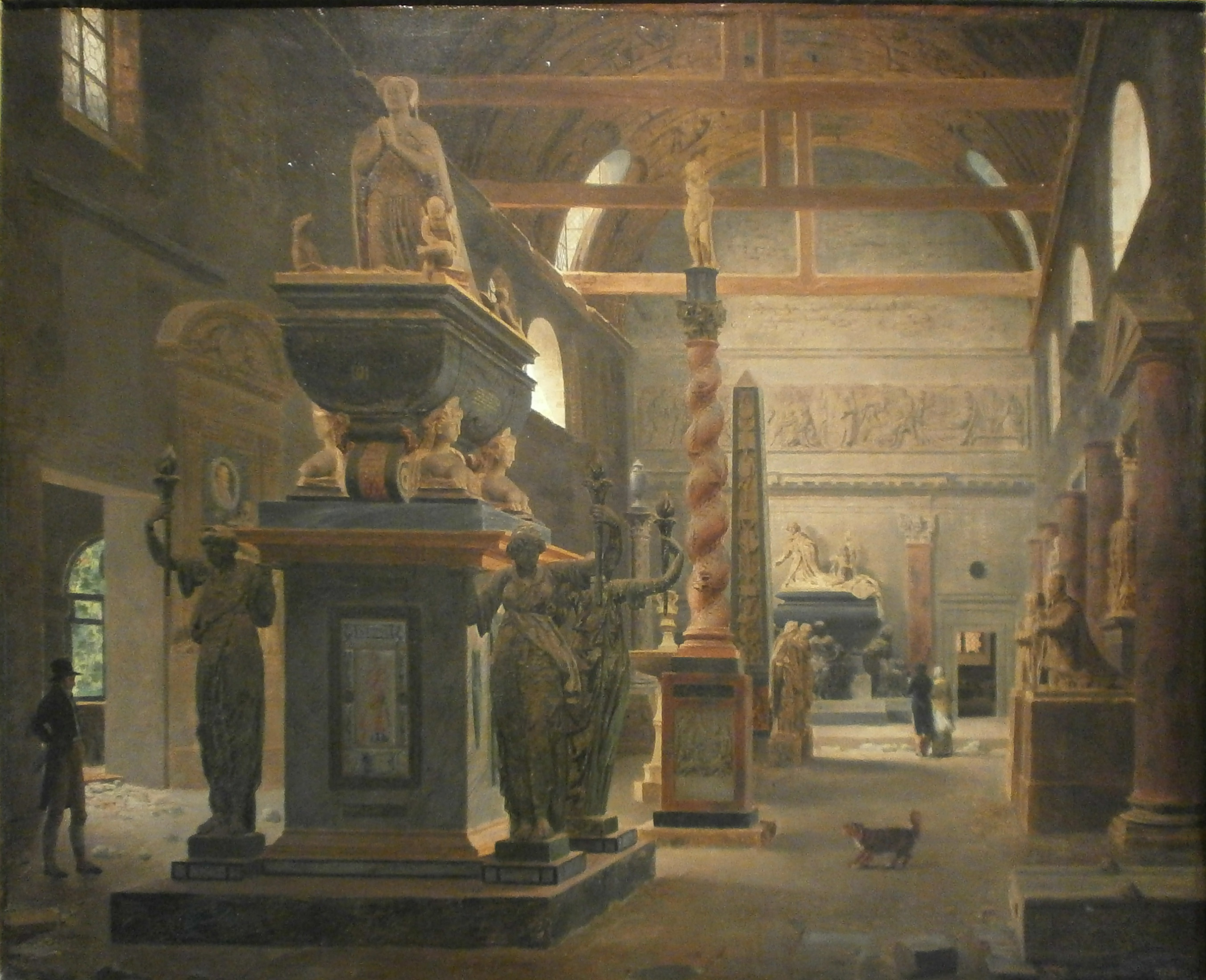
Jean-Lubin Vauzelle: Die Eingangshalle des Musée des Monuments français (um 1795)

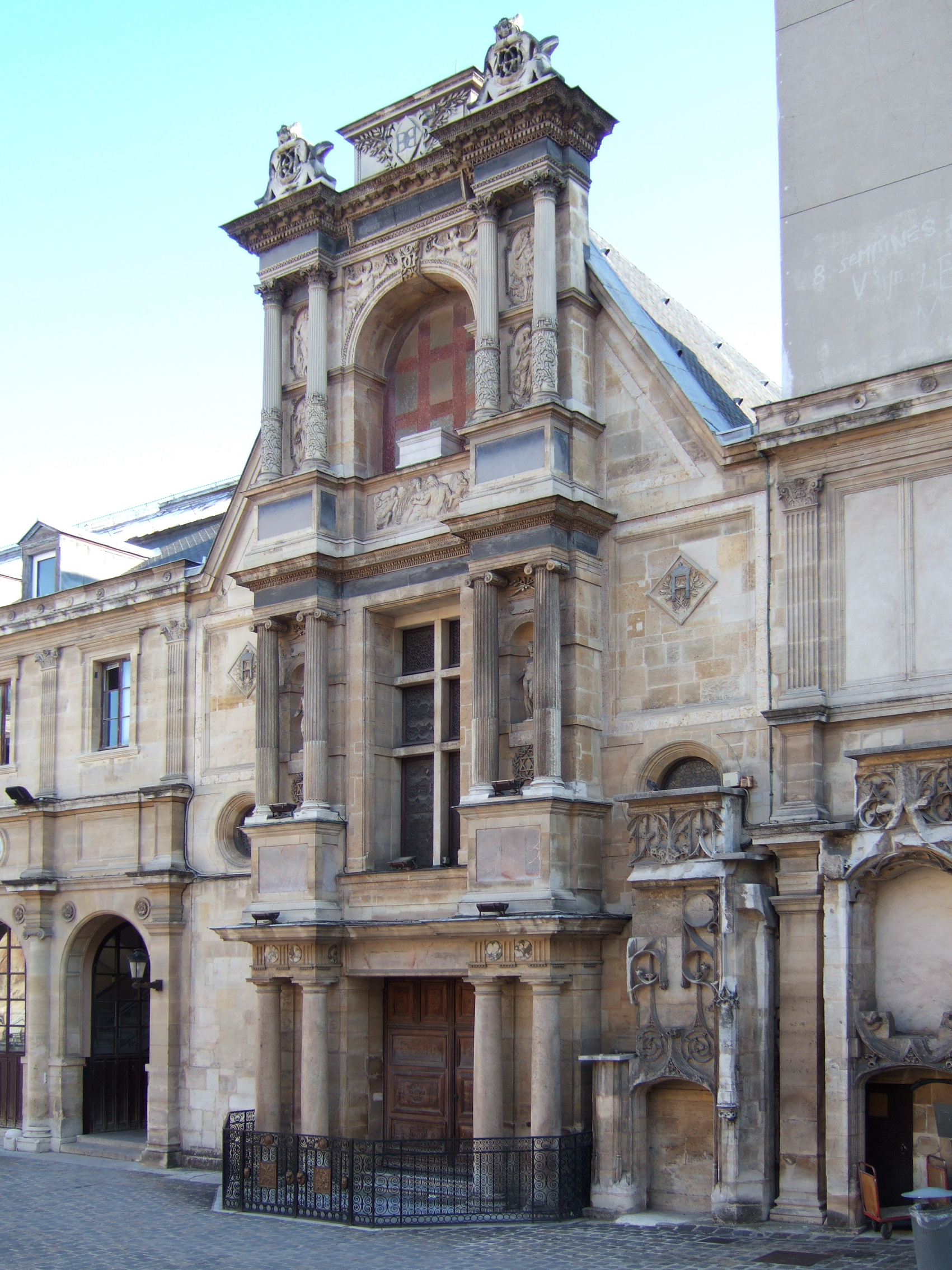
Von Lenoir angebrachte Fassade am Konvent der Petits-Augustins, heute ENSBA

### Die Gründung Alexandre Lenoirs (1795)
Als während der Französischen Revolution zahlreiche historische Monumente – verhasste Symbole der Aristokratie und des Klerus – Vandalismus und Verfall ausgesetzt waren, setzte sich der Archäologe Alexandre Lenoir als Mitglied der Commission des Arts für die Bewahrung der bedeutenden Kunstwerke ein. Zahlreiche gerettete Kunstwerke wurden in das Hôtel des Nesle und das ehemalige Konvent der Petits Augustins, die als Depots dienten, verbracht. Lenoir wurde 1791 zu deren Leiter berufen. 1795 gelang es ihm schließlich, im Petits Augustins das Musée des Antiquités et Monuments français (kurz: Musée des Monuments français) für das Publikum zu öffnen. Es war das erste öffentliche Museum, das in seiner Präsentation eine strikt chronologische Ordnung verfolgte und nur Kunstwerke des Mittelalters und der Renaissance in Frankreich ausstellte. Unter anderem wurden einige Grabmäler aus der Abteikirche von Saint-Denis, die als Grablege der französischen Könige diente, aufgenommen. Diese gaben im Großen und Ganzen die chronologische Struktur vor, wurden allerdings verändert, ergänzt und teils zu einheitlichen Raumeinrichtungen mit anderen Kunstwerken zusammengefügt, so dass vollkommen neue Kontexte entstanden. Auch die Räume wurden den Kunstwerken durch (teils neu angefertigte) historische Ausstattung angepasst, ein Konzept, das viele Museumsbauten des 19. Jahrhunderts beeinflusste. In einem Innenhof des alten Klosters, den Lenoir Jardin Elysée nannte, wurden die Gebeine berühmter französischer Poeten, wie des tragischen Liebespaars des Mittelalters, Peter Abaelards und Heloisas, sowie Molières, La Fontaines, Boileaus und Mabillons beigesetzt. Dieser mythische und stimmungsvolle Innenhof entwickelte sich zu einer Kultstätte der frühen französischen Romantik.
Da sich die wissenschaftlichen Standards und das Verständnis für mittelalterliche Kunst nach 1800 auch in der breiten Öffentlichkeit zu wandeln begann, stießen die (zum Teil kruden) konservatorischen Methoden Lenoirs zunehmen auf Kritik, so in Quatremère de Quincys Considérations morales.
Nach dem Fall Napoléons und der Rückgabe geraubter Kunstwerke aus dem Louvre befahl Ludwig XVIII. 1816 im Sinne der Restauration, das Museum zu schließen und auch dessen Objekte an die vorherigen privaten und öffentlichen Eigentümer zu restituieren, wogegen sich Lenoir mit einer Verteidigungsschrift wehrte. Auch die Gräber im Jardin Élysée wurden wieder umgebettet. Die verbliebenen Stücke wurden verstreut: ein Teil kam 1824 in den Louvre (in die Galerie d'Angoulême, wo sie als Musée de la sculpture française präsentiert wurden), ein anderer 1836 in das Musée de l’Histoire de France in Versailles. In dem ehemaligen Museumsgebäude wurde die École des Beaux-Arts eingerichtet, die auch die Gipsabgusssammlung des Museums aufnahm.

### Die Gründung Eugène Viollet-le-Ducs (1882)
1878 schlug Eugène Viollet-le-Duc vor, die Reste der Sammlung Alexandre Lenoirs im Palais du Trocadéro auszustellen, der seit der Weltausstellung 1878 leer stand. Nur ein Jahr später, am 29. Oktober 1879, wurde sein Vorschlag, mit Unterstützung des Bildungsministers Jules Ferry, von der Regierung angenommen und das zukünftige Musée de sculpture comparée zusammengestellt und geplant. Das Museum öffnete seine Tore schließlich am 28. Mai 1882 für die Öffentlichkeit; es bestand zunächst nur aus vier Sälen. 1886 kamen drei weitere Säle hinzu. 1889 eröffnete schließlich die dazugehörige Bibliothek.
Zur gleichen Zeit, von 1882 bis Mitte der 1920er Jahre, nahm die gegenüberliegende Seite des Palais du Trocadéro das Musée Indo-chinois unter der Leitung von Louis Delaporte auf, das vor allem durch die Gipsabguss-Sammlung von Angkor Wat Aufmerksamkeit erregte. Delaportes Museum zog aus Viollet-le-Ducs Museum wertvolle Anregungen der architektonischen Präsentation und trat somit mit diesem Museum in eine Art transkulturellen Dialog ein.
1935 wurde der Palais du Trocadéro zum Teil abgerissen, zum Teil stark umgebaut, um dem neuen Palais de Chaillot für die Weltausstellung 1937 zu weichen. In dem neuen Gebäude und unter neuem altem Namen entfaltete das Museum neue Größe. In seiner Ausstellungskonzeption und Museologie gehörte es zu den Vorreitern seiner Zeit, was vor allem dem Direktor und Archäologen Paul Deschamps (1888–1974) zu verdanken war.
Ein Großbrand am Dach des Palais de Chaillot zerstörte am 22./23. Juli 1997 zahlreiche Räume und Exponate des Musée des Monuments français wie auch des damals benachbarten Musée du Cinéma. Die geplante Neueröffnung wurde daraufhin jahrelang verschoben. Nach verschiedenen verworfenen Plänen wurde schließlich unter der Leitung von Jean-François Bodin das Gebäude renoviert sowie eine neue Ausstellung konzipiert. Am 15. September 2007 wurde das Museum als Teil der neu gegründeten Cité de l’architecture et du patrimoine wiedereröffnet.

## Das heutige Museum
Das Museum nimmt heute die über 8000 m² des Paris-Flügels im Palais de Chaillot ein und erstreckt sich über drei Stockwerke. Das Erdgeschoss, aufgeteilt in die Galerie Davidoud und die Galerie Carlu, ist den Gipsabgüssen gewidmet. Es zeigt Gipsmodelle von Kunstwerken des 12. bis zum 18. Jahrhundert.
Der erste Stock beherbergt die Galerie d'architecture moderne et contemporaine, er ist vor allem der französischen Architekturgeschichte von 1850 bis 2001 gewidmet und zeigt zahlreiche Architekturmodelle und historische Dokumente. Dort befindet sich auch der originalgroße, zweigeschossige Nachbau einer Wohnung der 1952 erbauten Cité radieuse von Le Corbusier in Marseille. 
Im Pavillon am Ende des Gebäudes, über zwei Stockwerke gehend, befinden sich die Kopien monumentaler historischer Fresken aus dem 12. bis hin zum 16. Jahrhundert. Im zweiten Stock sind in 30 kleineren, kapellenartigen Räumen Malereien der französischen Romanik dargestellt, im dritten Stock die der Gotik und der Renaissance. Sie werden begleitet von der Kopiensammlung historischer Kirchenfenster.
Die Bibliothek im ersten Stock des Pavillons hält etwa 45.000 Bände vor und ist damit eine der größten frei zugänglichen Architekturbibliotheken. Zusätzlich gibt es Räume für Wechselausstellungen.

### Die Sammlung

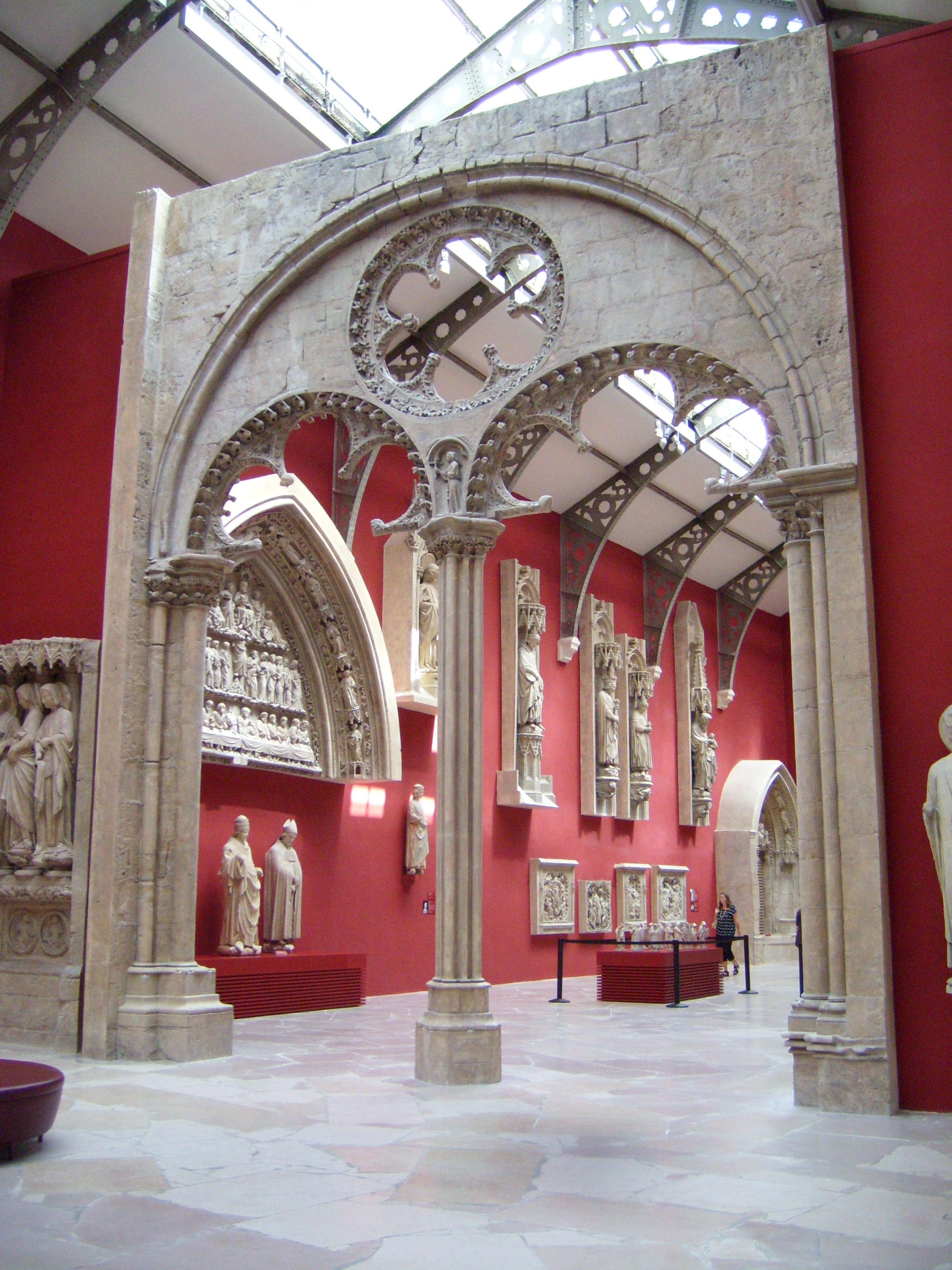
Blick in die Abgusssammlung

Die Gipsabgusssammlung besteht heute aus über 6000 Abgüssen skulpturaler Monumente aller Epochen. Es gibt Abgüsse antiker, italienischer, deutscher und schweizerischer Werke, doch der Schwerpunkt liegt auf französischen Skulpturen der Romanik und der Gotik. Die Abgusssammlung hat ihren Ursprung in der 1794 gegründeten Abgusswerkstatt des Louvre. Einen sehr großen Teil steuerte im 19. Jahrhundert zudem der Architekt Viollet-le-Duc bei, der auf Anregung des Schriftstellers Prosper Mérimée die von ihm geleiteten Restaurierungsbaustellen nutzte, um dort zugleich zahlreiche Gipsabgüsse, vor allem von der Bauplastik, anfertigen zu lassen. Paul Deschamps, Direktor seit 1927, unternahm zwischen 1938 und 1956 erneut die Anstrengung, den Bestand der Gipsabgüsse zu erweitern. Er wollte ein Museum der „Monumentalkunst“ erschaffen; dazu baute er die Sammlung an Freskenkopien aus, ließ originalgroße Kopien historischer Bleiglasfenster anfertigen und vergrößerte die Sammlung der Architekturmodelle.
Ausgestellt sind unter anderem die Kopien folgender Werke:
- Hauptportal der Kathedrale von Rouen
- Portal der Kathedrale von Bourges
- Portal der Abtei Saint-Fortunat in Charlieu
- ein Portal der Kathedrale von Chartres
- Portal der Stiftskirche St. Lazare in Avallon
- Fresken aus dem 11. Jahrhundert, im Original in der Kathedrale von Auxerre
- Fresken aus dem 12. Jahrhundert, im Original in der Abteikirche von Saint-Theudère in Saint-Chef
- die Fresken der Kuppel der Kathedrale von Cahors
- einige Bleiglasfenster der Kathedrale von Sens

### Liste der Direktoren
(unvollständig)
- 1903–1927: Camille Enlart
- 1927–1959: Paul Deschamps[8]
- 1992–1998: Guy Cogeval
- 2004–2008: Marie-Paule Arnauld[9]
- 2009–2010: Hervé Lemoine[10]
- 2010–heute: Laurence de Finance[11]

## Belege
1. ↑  Franck Beaumont: Alexandre Lenoir. Le sauveur des tombeaux des Rois de France, 14. Dezember 2011.
2. ↑  Histoire du musée (Memento des Originals vom 5. Dezember 2014 im Internet Archive)  Info: Der Archivlink wurde automatisch eingesetzt und noch nicht geprüft. Bitte prüfe Original- und Archivlink gemäß Anleitung und entferne dann diesen Hinweis.
3. ↑  Michael Falser: From Gaillon to Sanchi, from Vézelay to Angkor Wat. The Musée Indo-chinois in Paris: A Transcultural Perspective on Architectural Museums. In: RIHA Journal 0071 (19 June 2013).
4. ↑  Histoire du musée (Memento des Originals vom 5. Dezember 2014 im Internet Archive)  Info: Der Archivlink wurde automatisch eingesetzt und noch nicht geprüft. Bitte prüfe Original- und Archivlink gemäß Anleitung und entferne dann diesen Hinweis.
5. ↑  Brand im Palais de Chaillot in Paris. Millionenschaden in dem Museumspalast am Eiffelturm, in: Neue Zürcher Zeitung, 24. Juli 1997, S. 15.
6. ↑  Présentation générale de la Cité de l'Architecture et du Patrimoine, S. 14–23. Bibliothèque
7. ↑  Présentation générale de la Cité de l'Architecture et du Patrimoine, S. 14. Les moulages, Les vitraux (Memento des Originals vom 27. Januar 2015 im Internet Archive)  Info: Der Archivlink wurde automatisch eingesetzt und noch nicht geprüft. Bitte prüfe Original- und Archivlink gemäß Anleitung und entferne dann diesen Hinweis.
8. ↑  Paul Deschamps (1888–1974), in: Marc Thibout: Bibliothèque de l'école des chartes. Paris 1975, Bd. 133.2, S. 423–429.
9. ↑  Marie-Paule Arnauld, nouvelle directrice du musée des monuments français, 5. Mai 2004.
10. ↑  Archives de France | Hervé Lemoine. In: www.archivesdefrance.culture.gouv.fr. Abgerufen am 17. August 2015.
11. ↑  Cité de l'architecture & du patrimoine - Fonctionnement. In: www.citechaillot.fr. Abgerufen am 17. August 2015.

Koordinaten: 48° 51′ 47,5″ N, 2° 17′ 22,6″ O